# Papiro 45
Il Papiro 45 ({\displaystyle {\mathfrak {p}}}45), anche noto come P. Chester Beatty I, vergato in Egitto attorno al 250, è uno dei più antichi manoscritti esistenti del Nuovo Testamento. Contiene i testi del Vangelo secondo Matteo 20-21 e 25-26, del Vangelo secondo Marco 4-9 e 11-12, del Vangelo secondo Luca 6-7 e 9-14, del Vangelo secondo Giovanni 4-5 e 10-11, e degli Atti degli Apostoli 4-17, ed è il più antico manoscritto sopravvissuto che contenga tutti e quattro i vangeli canonici. Il manoscritto è custodito alla Chester Beatty Library di Dublino, ad eccezione di un folio contenente Matteo 25,41-26,39, custodito alla Österreichische Nationalbibliothek di Vienna (Pap. Vindob. G. 31974).

## Caratteristiche e contenuto del manoscritto
Il manoscritto è pesantemente danneggiato e frammentario. Il papiro fu legato in un codice, che potrebbe aver avuto 220 pagine, ma solo 30 si sono conservate – due di Matteo, sei di Marco, sette di Luca, due di Giovanni e 13 di Atti – e tutte presentano lacune, con pochissime righe complete. Negli anni duemila sono stati pubblicati due frammenti di Matteo e uno minuscolo di Giovanni.
I fogli di Matteo e Giovanni sono i più piccoli; le pagine originali avevano le dimensioni di circa 25 cm x 20 cm. L'ordine originale dei vangeli dovrebbe essere stato quello "occidentale", con i due apostoli di Gesù per primi e i due discepoli di apostoli per secondi: Matteo, Giovanni, Luca, Marco.
A differenza di molti degli altri manoscritti del III secolo preservati, che contengono solo i vangeli o solo le lettere cattoliche o solo le lettere paoline, è possibile che {\displaystyle {\mathfrak {p}}}45 contenesse più di un gruppo di testi del Nuovo Testamento; questa ipotesi deriva dall'uso di raggruppamenti di due folii in un quaderno, un raggruppamento di quattro pagine.

## Carattere testuale
A causa dell'ampiezza delle lacune, la determinazione del tipo testuale è stata molto difficile. Il manoscritto, ottenuto da Alfred Chester Beatty nella prima metà del XX secolo, fu pubblicato da Frederic G. Kenyon nel 1933, in The Chester Beatty Biblical Papyri, Descriptions and Texts of Twelve Manuscripts on Papyrus of the Greek Bible; in questa opera Kenyon identificava il tipo testuale di {\displaystyle {\mathfrak {p}}}45 come cesariense, seguendo la definizione di Burnett Hillman Streeter.
Hollis Huston criticò la trascrizione di Kenyon di varie parole incomplete, e concluse che i capitoli 6 e 11 di Marco non potessero realmente essere ricondotti ad un preciso tipo testuale, e in particolare non a quello cesariense, poiché il manoscritto è anteriore a quelli distintivi di ciascun tipo testuale, che risalgono al IV e V secolo.
{\displaystyle {\mathfrak {p}}}45 ha una particolare vicinanza lessicale, misurata statisticamente, col Codex Washingtonianus e, in quantità minore, con la Famiglia 13. Eldon Jaw Epp ha sostenuto che questo blando raggruppamento suggerisce l'assenza di connessioni col testo cesariense o pre-cesariense, sebbene {\displaystyle {\mathfrak {p}}}45 mostri ancor meno relazioni al tipo testuale alessandrino del Codex Vaticanus, al tipo testuale occidentale del Codex Bezae e al tipo testuale bizantino del textus receptus. Un'ipotesi alternativa vuole {\displaystyle {\mathfrak {p}}}45 derivato dalla tradizione alessandrina attraverso una manipolazione così intensa da sembrare occidentale. Sebbene sia tuttora difficile inserirlo storicamente all'interno di una categoria testuale, la maggior parte degli studiosi contemporanei sostiene che Kenyon avesse ragione a rigettarne l'identificazione cesariense e che il tipo testuale vari col libro: cesariense per Marco, alessandrino per Atti e intermedio tra occidentale e alessandrino per gli altri libri.
In base a considerazioni relative alla sua lunghezza, è stato calcolato che il papiro omettesse la Pericope dell'adultera (Giovanni 7,53-8,11).

## Lezioni peculiari
Vangelo secondo Marco
- 6,40[12] omette il testo κατὰ ἑκατὸν καὶ κατὰ πεντήκοντα («di cento e di cinquanta»)
- 6,44[13] omette il testo τοὺς ἄρτους («i pani») in accordo con א, D, W, Θ, f1, f13, 28, 565, 700, 2542, lat, copsa
- 6,45[14] omette il testo εἰς τὸ πέραν («sull'altra riva») in accordo con W, f1, 118, itq syrs
- 8,12[15] omette il testo λέγω ὑμῖν («io vi dico») in accordo con W
- 8,15[16] contiene la lezione των Ηρωδιανων («degli Erodiani») in accordo con W Θ f1,13 28 565 1365 2542 iti.k copsamss arm geo
- 8,35[17] contiene la lezione ἕνεκεν τοῦ εὐαγγελίου («per amore del vangelo») omettendo ἐμοῦ καὶ («mio e del») come in D 28 700 ita.b.d.i.k.n.r1 syrs arm Origene
- 9,27[18] omette il testo καὶ ἀνέστη («ed egli si alzò») in accordo con W itk.l syrp

Vangelo secondo Luca
- 6:48[19]
διὰ τὸ καλῶς οἰκοδομῆσθαι αὐτήν («perché era stata costruita bene») — {\displaystyle {\mathfrak {p}}}75vid א B L W Ξ 33 157 579 892 1241 1342 2542 syrhmg copsa copbopt
τεθεμελίωτο γὰρ ἐπὶ τὴν πέτραν («perché era stata fondata sulla roccia») — A C D Θ Ψ f1,13 700c Byz latt syrp.h copbopt arm, geo, goth
omesso — {\displaystyle {\mathfrak {p}}}45vid 700* syrs
- 11:33[20] omette il testo οὐδὲ ὑπὸ τὸν μόδιον («o sotto un vaso») in accordo con {\displaystyle {\mathfrak {p}}}75 L Γ Ξ 070 f1 22 69 700* 788 1241 2542 syrs copsa arm, geo
- 11:44[21] omette il testo γραμματεις και Φαρισαιοι υποκριται («scribi e farisei ipocriti») in accordo con {\displaystyle {\mathfrak {p}}}75 א B C L f1 33 1241 2542 ita.aur.c.e.ff2.l vg syrs,c copsa copbopt arm geo
- 11:54[22] omette il testo ινα κατηγορησωσιν αυτου («poterlo accusare») in accordo con {\displaystyle {\mathfrak {p}}}75 א B L 579 892* 1241 2542 syrs,c co
- 12:9[23] omesso, come in ite syrs copboms
- 12:47[24] omette il testo μὴ ἑτοιμάσας ἢ («non avrà disposto o»)

Vangelo secondo Giovanni
- 11:7[25] omette il testo τοῖς μαθηταῖς («ai discepoli») in accordo con {\displaystyle {\mathfrak {p}}}66* ite.l
- 11:25[26] omette il testo καὶ ἡ ζωή («e la vita») in accordo con itl syrs Diatessaronsyr Tascio Cecilio Cipriano
- 11:51[27] omette il testo τοῦ ἐνιαυτοῦ ἐκείνου («in quell'anno») in accordo con ite.l syrs

Atti degli Apostoli
- 5:37[28] omette il testo πάντες («tutti») in accordo con D it
- 8:18[29] aggiunge il testo το αγιον («Santo») in accordo con {\displaystyle {\mathfrak {p}}}74 A* C D E Ψ 33 1739 Byz latt syr copbo
- 9:17[30]
Ἰησοῦς («Gesù») — {\displaystyle {\mathfrak {p}}}45 {\displaystyle {\mathfrak {p}}}74 א A B C E Ψ 33 81 323 614 945 1175 1739
omesso — Byz
- 9:21[31] omette il testo οἱ ἀκούοντες («quelli che lo ascoltavano») in accordo con {\displaystyle {\mathfrak {p}}}74 Ψ*
- 9:38[32]
δύο ἄνδρας («due uomini») — {\displaystyle {\mathfrak {p}}}45 {\displaystyle {\mathfrak {p}}}74 א A B C E Ψ 36 81 323 614 945 1175 1739 latt syr co
omesso — Byz
- 10:10[33]
ἐγένετο («divenne») — {\displaystyle {\mathfrak {p}}}74vid א A B C 36 81 323 453 945 1175 1739 Origene
επεπεσεν («cadde») — E Ψ 33 Byz latt syr
ηλθεν («entrò») — {\displaystyle {\mathfrak {p}}}45
- 10:13[34] omette il testo Πέτρε («Pietro») in accordo con gig Clemente Ambrogio di Milano
- 10:16[35] omette il testo εὐθὺς («d'un tratto») in accordo con 36 453 1175 itd syrp copsamss
- 10:33[36]
κυρίου («dal Signore») — {\displaystyle {\mathfrak {p}}}45vid א A B C E Ψ 81* 323 614 945 1175 1739 lat syrh copbo
θεου («da Dio») — {\displaystyle {\mathfrak {p}}}74 D Byz syrp copsa mae
- 11:12[37] omette il testo μηδὲν διακρίναντα («senza esitare») in accordo con D itl.p* syrh
- 13:48[38]
κυρίου («del Signore») — {\displaystyle {\mathfrak {p}}}45 {\displaystyle {\mathfrak {p}}}74 א A C Ψ 33 1739 Byz gig vg copsamss mae
θεου («di Dio») — B D E 049 323 453 copbo
θεον («Dio») — 614 syr
- 13:49[39] omette il testo τοῦ κυρίου («del Signore»)
- 15:20[40] omette il testo καὶ τῆς πορνείας («dalla fornicazione»)
- 15:40[41]
τοῦ κυρίου («del Signore») — {\displaystyle {\mathfrak {p}}}74 א A B D 33 81 itd vgst copsa
τοῦ θεου («di Dio») — {\displaystyle {\mathfrak {p}}}45 C E Ψ 1739 Byz gig itw vgcl syr copbo
- 16:32[42]
τοῦ κυρίου («del Signore») — {\displaystyle {\mathfrak {p}}}45 {\displaystyle {\mathfrak {p}}}74 א2 A C (D) E Ψ 33 1739 Byz lat syr cop
τοῦ θεου («di Dio») — א* B
- 17:13[43] omette il testo καὶ ταράσσοντες («ad agitare») in accordo con E Byz